# Crampons

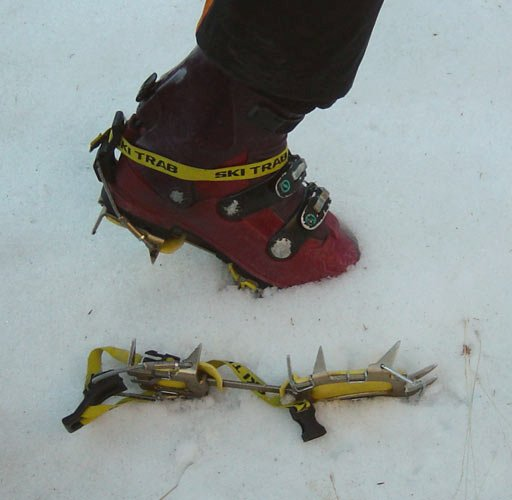
Crampons

Crampons é um galicismo que designa uma peça formada por um conjunto de picos (pontas) destinados a serem presos à  sola da bota do alpinista ou do escalador para permitir a sua progressão.
Os crampons clássicos foram de princípio concebidos para o alpinista e tinham picos principalmente virados para baixo e por isso não são adaptados às exigências da cascata de gelo. Para a  escalada no gelo  os picos estão principalmente virados para a frente, os crampons de pontas frontais, para serem metidos (enterrados) com um movimento de pontapé, no gelo.